# DiDi Haracic
Dijana Haracic (* 12. April 1992) ist eine US-amerikanische Fußballtorhüterin mit bosnischen Wurzeln.

## Karriere

### Verein
Haracic spielte während ihres Studiums an der Loyola University Maryland von 2010 bis 2013 für das dortige Team der Loyola Greyhounds und lief parallel dazu für die W-League-Teilnehmer D.C. United und Washington Spirit Reserves auf. Anfang Mai 2014 wechselte sie zur NWSL-Franchise der Western New York Flash, für die sie am 16. August im Auswärtsspiel gegen die Chicago Red Stars ihren einzigen Saisoneinsatz verzeichnete. Nach einer Saison beim unterklassigen schwedischen Verein Krokom/Dvärsätts IF kehrte Haracic als Ersatztorhüterin in das NWSL-Aufgebot der Washington Spirit zurück.

### Nationalmannschaft
2018 debütierte Haracic in der bosnisch-herzegowinischen Nationalmannschaft.

## Privates
Haracic ist die Tochter von Izet Haračić, einem ehemaligen Fußballspieler, der im Aufgebot Bosnien und Herzegowinas als Bobfahrer an den Olympischen Winterspielen 1994 teilnahm.